# Giovanni Battista Castiglione

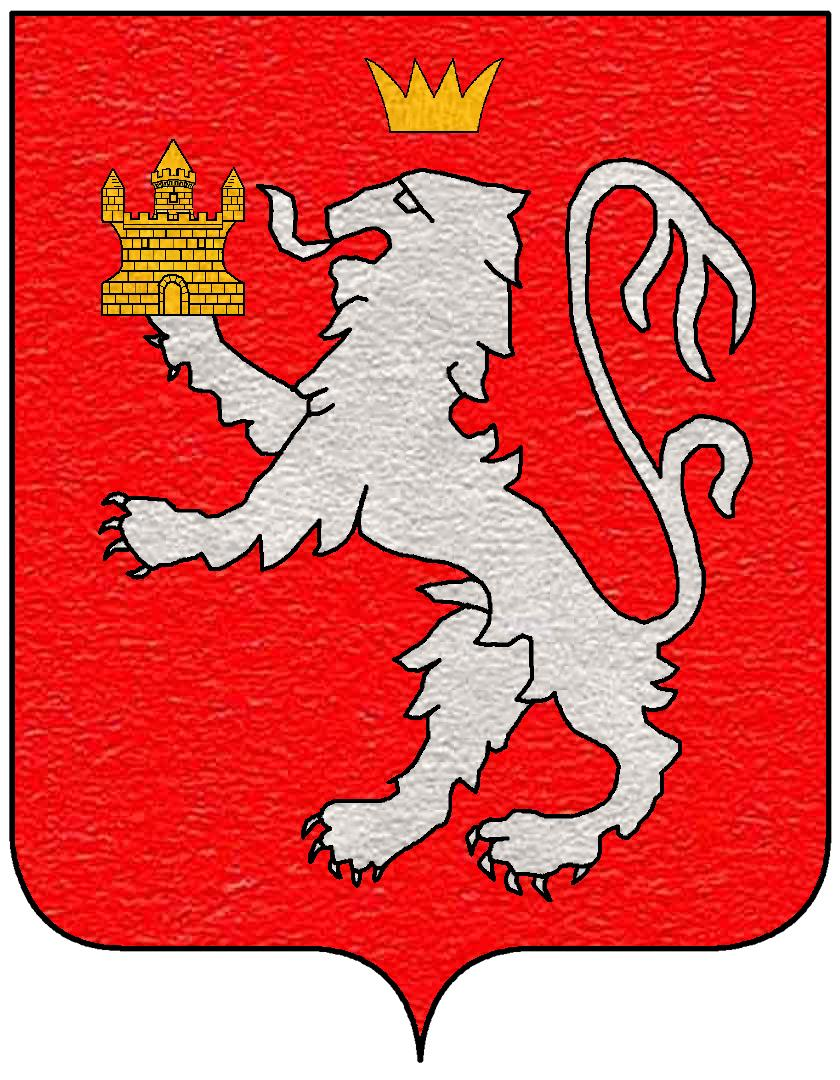
Stemma dei Castiglione

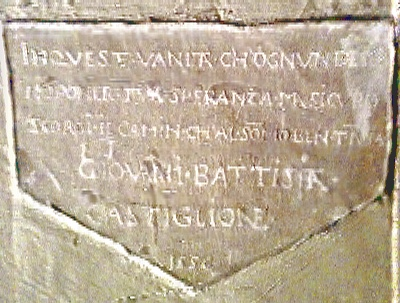
Uno dei graffiti incisi nella Torre di Londra da Castiglione

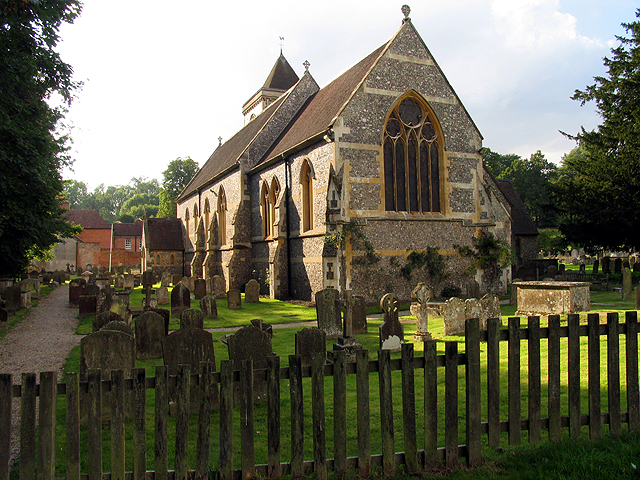
Speen (Berkshire), Chiesa di St. Mary

Giovanni Battista Castiglione (Gassino, 1516 – Speen, 1598) è stato un umanista italiano.

## Biografia
Fu il tutore italiano della principessa (poi regina) Elisabetta I d'Inghilterra. Si suppone che abbia insegnato al principe (futuro re) Edoardo VI. Si tratta di un riformatore umanista che fu imprigionato nella Torre di Londra nel 1556 dalla sorella di Elisabetta, Maria I. Sospettato di sedizione, venne torturato così gravemente che fu lasciato zoppo. Più tardi, fornì la corrispondenza di Elisabetta quando ella stessa venne imprigionata nella Torre. 
Castiglione nacque a Gassino, vicino a Torino, in Piemonte. Figlio del capitano Piero Castiglione, di Mantova; prestò servizio nell'esercito di Carlo V, a Landrecies e Boulogne. Fu nominato alla corte della giovane Elisabetta come maestro di lingua italiana nel novembre del 1544. Quando Elisabetta divenne regina, divenne il suo valletto di camera, incarico che mantenne fino a poco prima della sua morte. Venne gratificato della villa Benham Valence, nel Berkshire. Fu sepolto nella vicina chiesa di St. Mary a Speen. 

## Discendenza
Si sposò a Londra nel 1558 con Margaret Allen, vedova di Lazare Allen e figlia illegittima di un espatriato fiorentino, il mercante Bartolomeo Compagni (1503-1561). Avevano una grande famiglia tra cui un figlio, Sir Francis Castilion (1561-1638), che divenne un pensionato di Giacomo I e membro del Parlamento per Great Bedwyn. La figlia Barbara Castilion sposò Lawrence Hyde, procuratore generale.